# Radovan Delalle
Radovan Delalle (Slavonski Brod, 23. prosinca 1935.), hrvatski arhitekt i urbanist.

## Životopis
Radovan Delalle rodio se 23. prosinca 1935. godine u Slavonskom Brodu, gdje je završio i gimnaziju. Od 1956. do 1960. godine studirao je pri Arhitektonskom fakultetu u Zagrebu. 1972. godine diplomirao je na Urbanističkom institutu Sveučilišta u Parizu.
Od 1961. do 1966. godine radio je u Zavodu za urbanizam grada Sarajeva. Nakon Sarajeva odlazi u Pariz gdje je od 1967-  do 1968. godine radio u arhitektonskom birou Jacquesa Labroa, a od 1971. – 1972. godine u birou Gérarda Gobera. Povremeno je radio u Zavodu za studije i projektovanje „Dom“ u Sarajevu te u Zagrebačkom arhitektonskom birou „AGI- 46“. Od 1982. godine do umirovljenja radi u Urbanističkom zavodu grada Zagreba.
Suosnivač je 1969. godine arhitektonske grupe „Z“.

## Projekti i ostvarenja

### Naselja
- Naselje „Ciglane“, Sarajevo, (s grupom autora), 1965.
- Kuće za odmor, Stara Baška, Krk, 1970. – 1979.
- Novo naselje i centar u Dugoj Resi, (sa Stjepanom Krajačem), 1976. – 1977.
- Naselje „Đuro Đaković“, Sarajevo, ( s Namikom Muftićem), 1976. – 1989.

### Urbanističke osnove
- Analiza urbarhitektonske jezgre Marindvora, Sarajevo, 1964.
- Analiza urbarhitektonskih jezgri na Trnju, Zagreb, 1971. – 1972.
- Generalni urbanistički plan južnog Zagreba, ( s Nadom Šilović), 1973.
- Provedbeni urbanistički plan za Sloboštinu, Zagreb, ( s Ivanom Tepešom), 1975.
- Provedbeni urbanistički plan za Lučko, Zagreb, 1981.
- Provedbeni urbanistički plan za Kozari Bok, Zagreb, 1983.
- Generalni urbanistički plan Duge Rese ( sa Stjepanom Krajačem), 1986.
- Provedbeni urbanistički plan za lijevu obalu Save u središnjem prostoru Trnja, Zagreb, 1987.
- Provedbeni urbanistički plan za središnji prostor Novog Zagreba, 1988.
- Provedbeni urbanistički plan za Kalinovica- Kerestinec, Zagreb, 1989.
- Provedbeni urbanistički plan za područje Autobusnog kolodvora, Zagreb, ( s Nikom Gamulinom), 1990.

### Natječaji
- Tematski natječaj Arhitektura i sloboda uz izložbu Trigon u Grazu, projekt Urbarhitektonske eksperimentalne gradske jezgre, 1. nagrada ex aequo, 1969.
- Natječaj za kulturni centar „Georges Pompidou“, Pariz, ( sa Ž. Ćirilom), 1971.
- Natječaj za trgovačko poslovni centar, Banja Luka, ( s D. Bakulićem i Rajkom Rogina ), otkup, 1973.
- Natječaj za autobusni kolodnor, Zagreb, ( s Nevenkom Postružnik), otkup, 1974.
- Natječaj za novo naselje u Novom Sadu, (grupa autora), 1. nagrada, 1974.
- Natječaj za naselje „Đuro Đaković", Sarajevo, ( s Namikom Muftićem), 1. nagrada, 1975., realizacija 1976. – 1989.
- Natječaj za predjel Mišeluk u Novom Sadu, (grupa autora), 2. nagrada ex aequo, 1979. – 1980.
- Natječaj za središnji prostor Zagreba, (grupa autora), 1981.
- Natječaj za područje lijeve obale Drave u Osijeku, (grupa autora), 1983.

## Izložbe
- Skupna izložba Trigon, Graz, 1969.
- Zagrebački salon, Zagreb, 1970.
- Skupna izložba Trigon, Trst, 1971.
- Skupna izložba „Izazov“, Zagreb, 1971.
- Zagrebački salon, Zagreb, 1976.
- Samostalna izložba, Zagreb, 1976.
- Samostalna izložba, Pariz, 1977.
- Zagrebački salon, Zagreb, 1978.
- Zagrebački salon, Zagreb, 1982.
- Zagrebački salon, Zagreb, 1985.
- „Urbana obnova ili obmana“, ( s Antoanetom Pasinović i Nikom Gamulinom ), 1985.
- Zagrebački salon, Zagreb, 1988.
- Trnje - prostorni planovi i stvarnost, ( s Nikom Gamulinom), 1989.

## Publicistika
Radovan Delalle od 1970. godine objavljuje znanstvene i stručne prikaze iz arhitekture i urbanizma u časopisima: Arhitektura, Čovjek i Prostor, Komunikacije, Arhitektura i urbanizam, Naše teme i dr.
Autor je knjige „Traganje za identitetom grada“. Knjiga je objavljena u dva izdanja. Prvo izdanje objavljeno je 1988, a drugo prošireno 1997. godine. 

## Vanjske poveznice
- Delalle, Radovan Hrvatska tehnička enciklopedija, portal hrvatske tehničke baštine. LZMK